# 安娜-玛丽亚·亚历山德里
安娜-玛丽亚·亚历山德里（Anna-Maria Alexandri，1997年9月15日—），希腊、奥地利女子花样游泳运动员，2022年世界游泳锦标赛女子双人技术自选和女子双人自由自选铜牌得主、2023年世界游泳锦标赛女子双人自由自选金牌得主。